# Zuihitsu
Lo Zuihitsu (随筆) è un genere letterario giapponese composto da saggi personali vagamente collegati e idee frammentate che solitamente rispecchiano l'ambiente circostante dell'autore. Il nome deriva da due Kanji che significano "secondo la volontà" e "pennello". La provenienza del termine è originariamente cinese, essendo zuihitsu la lettura sino-giapponese (on'yomi) di 随筆 (mandarino: suíbǐ), la cui lettura nativa (kun'yomi) è fude ni shitagau ("seguire il pennello"). Data la loro struttura informale, le opere di questo genere dovrebbero essere considerate non come pezzi letterari organizzati in modo tradizionale, ma piuttosto come pensieri annotati casualmente dagli autori ("zibaldone").

## Storia
Lo Zuihitsu emerse nel Periodo Heian con Note del guanciale di Sei Shōnagon. Shōnagon, un membro della corte imperiale Heian, teneva un diario privato delle proprie osservazioni e riflessioni sulla vita di corte. Non è chiaro se intendesse o meno che fosse reso pubblico (sezioni dell'opera suggeriscono che non l'abbia fatto), ma l'opera è comunque sopravvissuta e fornisce una visione alternativa della vita dell'epoca, rivelandosi così un inestimabile componimento letterario, oltre che una risorsa storica.
Il genere guadagnò successivamente slancio come rispettabile forma di scrittura diversi secoli dopo, nel periodo Kamakura. Con il depotenziamento della Corte Heian e il trasferimento della capitale a Kamakura, vicino all'odierna Tokyo, molti intellettuali, in mezzo al caos sociale, rimasero delusi e scelsero di vivere nell'ascetismo, una tendenza che rifletteva anche la crescente importanza del Buddismo della Terra Pura. Scrivendo dall'isolamento, questi autori riflettevano sulla degenerazione dei loro contemporanei, che consideravano filistei rispetto a loro stessi, nonché sulla considerazione generale dell'impermanenza del mondo materiale. Le opere principali di questo periodo includono Hōjōki di Kamo no Chōmei e Tsurezuregusa di Yoshida Kenko.
Lo Zuihitsu è diventato popolare nel periodo Edo, quando trovò un vasto pubblico nelle classi mercantili di recente sviluppo. Successivamente guadagnò anche importanza accademica, quando gli studiosi classici giapponesi iniziarono a scrivere abitualmente nello stile zuihitsu. Autori principali di questo movimento includono Motoori Norinaga, Yokoi Yayu e Matsudaira Sadanobu.

## Temi
In quanto genere in gran parte incentrato sulla scrittura personale e sulla contemplazione, gli scritti zuihitsu tendono a esplorare questioni che riflettono attitudini presenti al momento della loro composizione. I temi generali, tuttavia, includono la natura della vita aristocratica e i suoi difetti, nonché gli sgradevoli problemi del mondo e dei suoi abitanti. Molte delle opere presentano esempi di poesia, spesso riflettendo su temi tipicamente "giapponesi", come l'apprezzamento delle stagioni che mutano. Inoltre nel periodo Kamakura lo zuihitsu, fortemente radicato nel pensiero buddista, conteneva solitamente le riflessioni dell'autore sull'impermanenza del mondo materiale.

## Grandi opere
- Note del guanciale
- Hōjōki
- Tsurezuregusa